# John Nater
 (juillet 2023).
Si vous disposez d'ouvrages ou d'articles de référence ou si vous connaissez des sites web de qualité traitant du thème abordé ici, merci de compléter l'article en donnant les références utiles à sa vérifiabilité et en les liant à la section « Notes et références ».
John Nater, né le 14 février 1984 à West Perth en Ontario, est un homme politique canadien. Il représente la circonscription de Perth—Wellington à la Chambre des communes du Canada depuis 2015 sous la bannière du Parti conservateur du Canada.